# Amatepec (kommun)
Amatepec är en kommun i Mexiko. Den ligger i sydvästra delen av delstaten Mexiko, nära gränsen till Guerrero och cirka 140 km sydväst om huvudstaden Mexico City. Den administrativa huvudorten i kommunen Amatepec är Amatepec.
Kommunen hade sammanlagt 26 334 invånare vid folkräkningen 2010. Kommunens area är 638,55 kvadratkilometer, vilket gör det till en av de största kommunerna i delstaten sett till yta, men också en av de mest glesbefolkade. Amatepec tillhör region Tejupilco.